# Golpe de Estado en Lituania de 1926

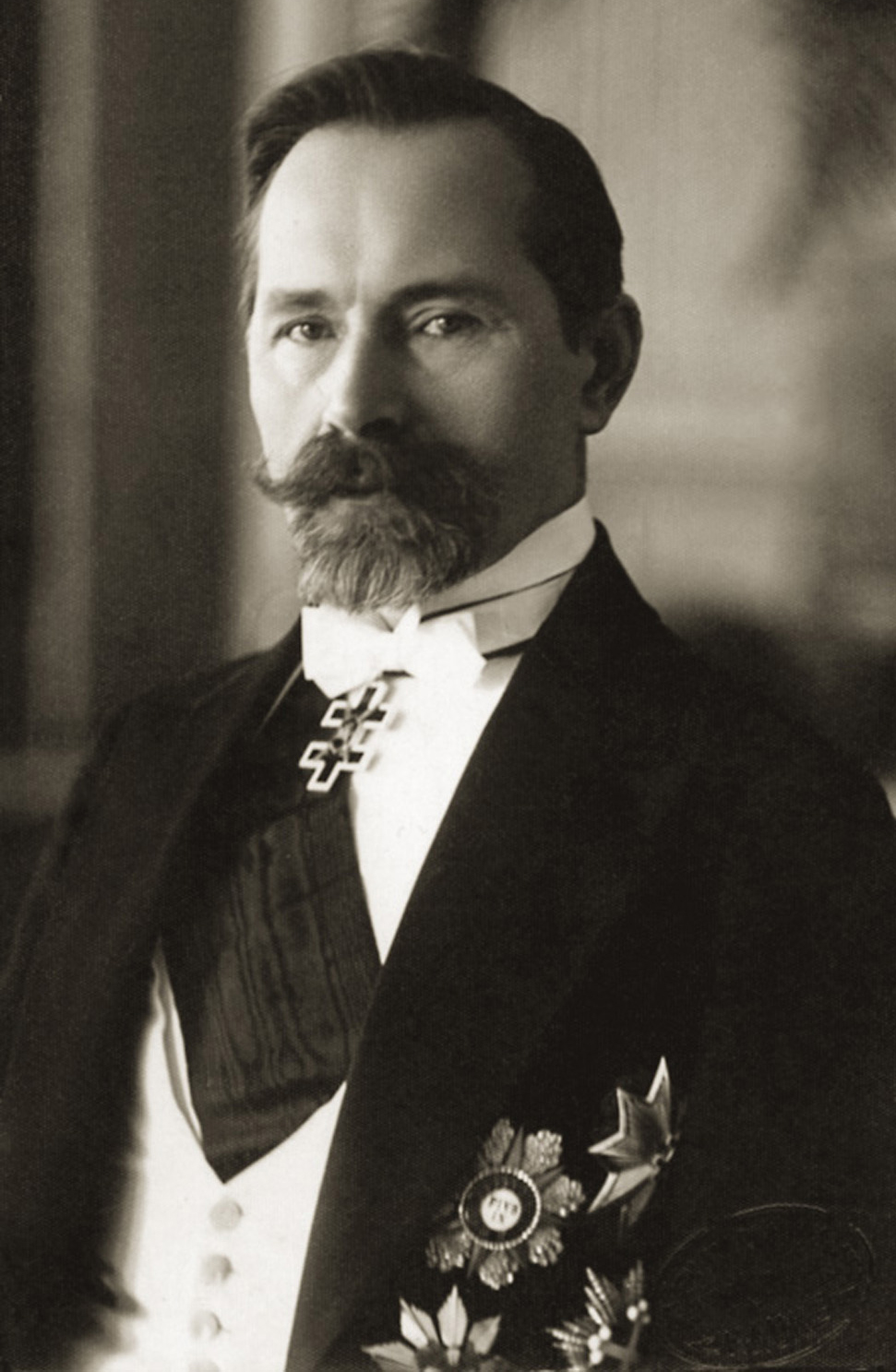
Smetona y su partido fueron los principales beneficiarios del golpe.

El golpe de Estado de Lituania de 1926 –en lituano: 1926-ųjų perversmas– fue un golpe de Estado militar que, ocurrido en ese país, dio lugar a la sustitución del gobierno democráticamente electo por un gobierno conservador y autoritario presidido por Antanas Smetona. El golpe tuvo lugar el 17 de diciembre de 1926 y fue organizado en gran medida por el ejército; el papel de Smetona sigue siendo objeto de debate. El golpe de Estado llevó al poder a la Unión Nacional Lituana, el entonces partido más conservador. Antes de 1926, había sido un bastante nuevo e insignificante partido nacionalista: aquel mismo año, su número de miembros era cercano a 2000 y sólo había ganado tres escaños en las elecciones parlamentarias. Los Demócratas Cristianos Lituanos, el partido más grande en el Seimas en el momento, colaboraron con los militares y les proporcionaron legitimidad constitucional, pero no aceptaron ningún puesto importante en el nuevo gobierno y se retiraron en mayo de 1927. Tras la entrega militar del poder al gobierno civil, el primero dejó de desempeñar un papel directo en la vida política. Smetona y su partido permanecieron en el poder hasta 1940, cuando Lituania fue ocupada por la Unión Soviética.

## Antecedentes
Lituania fue incorporada al Imperio ruso en 1795, por la tercera partición de Polonia. Fue ocupada por Alemania en la Primera Guerra Mundial, y declaró su independencia el 16 de febrero de 1918. Los siguientes dos años estuvieron marcados por la turbulencia de las guerras de independencia lituanas, lo que retrasó el reconocimiento internacional y el establecimiento de las instituciones políticas. El recién formado ejército tuvo que luchar contra los bolcheviques, los bermontianos y los polacos. En octubre de 1920, Polonia se anexionó Vilna, la capital histórica y actual de Lituania, y las zonas circundantes; esta polémica acción sería una fuente de tensión permanente entre las dos potencias durante el período de entreguerras. La segunda ciudad lituana más grande, Kaunas, fue por ello designada la capital provisional del Estado.
La Asamblea Constituyente de Lituania, elegida en abril de 1920, adoptó una constitución en agosto de 1922; las elecciones al Primer Seimas tuvieron lugar en octubre de 1922. La más controvertida cuestión constitucional fue el papel de la presidencia. Finalmente, los poderes gubernamentales se inclinaron fuertemente en favor del parlamento unicameral –Seimas–. Los diputados del Seimas eran elegidos por el pueblo para un mandato de tres años. Cada nuevo Seimas elegiría directamente al presidente, que era autorizado para nombrar un primer ministro, que era encargado de confirmar el gabinete de ministros. El período presidencial se limitó a no más de dos mandatos de tres años consecutivos. El sistema parlamentario resultó ser inestable: se formaron once gabinetes entre noviembre de 1918 y diciembre de 1926.
Los principales actores políticos durante el golpe de Estado habían participado en el movimiento de independencia y en los primeros años de la República. Antanas Smetona fue el primer presidente de Lituania, entre el 19 de abril y junio de 1920; luego se retiró de la vida política formal, aunque publicó críticas políticas, lo que le llevó a pasar un breve tiempo en prisión en 1923. Augustinas Voldemaras representó a Lituania en el Tratado de Brest-Litovsk de 1918 y después sirvió como primer ministro, ministro de Defensa y ministro de Asuntos Exteriores. Renunció a su cargo en 1920, aunque continuó escribiendo y publicando críticas políticas, motivo por el cual fue también encarcelado por una corta etapa. Kazys Grinius ocupó un puesto en la comisión de repatriación posterior a la Primera Guerra Mundial, en el Primer y Segundo Seimas, y además fue jefe del 6º Gabinete de Ministros. Mykolas Sleževičius fue primer ministro entre 1918 y 1919, supervisó la organización de las fuerzas armadas lituanas en 1920 y fue miembro del Segundo Seimas de 1922 a 1926.

## Elecciones parlamentarias de 1926
| Resultados de las elecciones parlamentarias de 1926 | Resultados de las elecciones parlamentarias de 1926 |
| Partido                                             | Escaños                                             |
| --------------------------------------------------- | --------------------------------------------------- |
| Demócratas Cristianos –krikdemai–                   | 30                                                  |
| Unión Popular Campesina –liaudininkai–              | 22                                                  |
| Socialdemócratas –socdemai–                         | 15                                                  |
| Unión Nacional –tautininkai–                        | 3                                                   |
| Unión de Agricultores                               | 2                                                   |
| Minorías –alemanes, judíos y polacos–               | 13                                                  |
| Total                                               | 85                                                  |

Entre el 8 y el 10 de mayo de 1926 se celebraron las elecciones regulares al Tercer Seimas. Por primera vez desde 1920, los Demócratas Cristianos Lituanos, apoyados firmemente por la Iglesia católica y su clero, no obtuvieron la mayoría. El pueblo lituano estaba desilusionado de este partido, ya que sus miembros habían estado envueltos en varios escándalos financieros: Juozas Purickas se había aprovechado de sus privilegios diplomáticos en Moscú para traficar con cocaína y sacarina; Eliziejus Draugelis y Petras Josiukas habían comprado grasa de cerdo ahumada barata y de baja calidad a Alemania en lugar de a los agricultores nacionales; y el ministro de Hacienda, Vytautas Petrulis, había transferido una gran suma de dinero de los presupuestos del Estado a su cuenta personal. Las estrategias del partido para hacer frente a la crisis económica se percibieron como ineficaces.
Una tensión adicional surgió cuando el concordato de 1925 reconoció Vilna como una provincia eclesiástica de Polonia, pese a las peticiones lituanas de gobernar Vilna directamente desde Roma, en lo que sin embargo no era una tradición política del Vaticano. La decisión implicaba que el Papa había reconocido las reclamaciones polacas sobre Vilna, y constituyó una pérdida de prestigio para los democristianos. Las relaciones diplomáticas se rompieron y no mejoraron cuando en abril de 1926, el papa Pío XI estableció y reorganizó unilateralmente la provincia eclesiástica de Lituania sin tener en cuenta las propuestas y demandas lituanas.
La Unión Popular Campesina y los socialdemócratas formaron una coalición de izquierda en oposición a los democristianos. Pero la coalición seguía sin llegar a la mayoría, por lo que se les añadieron los representantes de la minorías lituanas —alemanes del territorio de Memel, judíos y polacos—. El 7 de junio, Kazys Grinius fue elegido tercer presidente de Lituania y Mykolas Sleževičius primer ministro. Ambos eran miembros de la Unión Popular Campesina.

## Causas
Las razones del golpe de Estado siguen siendo objeto de debate. La situación interna era definitivamente problemática; los historiadores han señalado determinados precedentes en Europa durante la década de 1920 que pudieron haberlo influido, incluyendo el golpe de octubre de 1922 de Benito Mussolini en Italia y el golpe de mayo de 1926 de Józef Piłsudski en Polonia. Otros historiadores citan las tendencias generales que se dieron en Europa a finales de los años 1930, en los gobiernos más o menos democráticos de todos los países del continente. La inmadurez democrática se manifestó como una falta de voluntad al compromiso, y los frecuentes cambios de gobierno crearon la percepción de una crisis crónica. Se suele discutir también el temor exagerado al comunismo como un factor, así como la falta de un centro estable que pudiera alcanzar a los partidos de izquierda y derecha; estos partidos se acusaron mutuamente de bolchevismo y fascismo. De acuerdo con el historiador Anatol Lieven, Smetona y Voldemaras se veían a sí mismos como héroes desposeídos del movimiento independentista, y se desesperaban por volver al poder a través de los medios democráticos.
Después de las elecciones de mayo, el gobierno Grinius/Sleževičius levantó la ley marcial, aún en vigor en Kaunas y otras localidades, restableció las libertades democráticas y concedió la amnistía general para los presos políticos. Por primera vez, Lituania era verdaderamente democrática. Sin embargo, el cambio no contaba con la aprobación universal. Muchos de los prisioneros liberados eran comunistas que rápidamente utilizaron la libertad de expresión para organizar una protesta, a la que asistieron aproximadamente 400 personas, en Kaunas el 13 de junio. La manifestación fue dispersada. La oposición del nuevo gobierno usó esta protesta como plataforma de un ataque público contra el gobierno, alegando que permitía a las organizaciones ilegales –el Partido Comunista de Lituania todavía estaba fuera de la ley– continuar libremente con sus actividades. A pesar de su naturaleza local, el incidente se presentó como una importante amenaza para Lituania y su ejército; de la que se dijo que el gobierno era incapaz de hacer frente.
Se hicieron otras acusaciones de «bolchevización» después de que Lituania firmase un tratado de no agresión con la Unión Soviética el 28 de septiembre de 1926. La idea del tratado había sido concebida por el gobierno anterior, dominado por los democristianos. Sin embargo, estos votaron en contra del tratado, mientras que Antanas Smetona lo apoyaba firmemente. Esto provocó fuertes críticas, ya que Lituania intercambiaba el reconocimiento soviético de sus derechos sobre la región de Vilna a cambio de su aislamiento internacional, ya que el tratado exigía que Lituania no hiciera alianzas con otros países. En ese tiempo, la Unión Soviética no era miembro de la Sociedad de las Naciones; Francia y Reino Unido buscaban socios fiables en Europa Oriental y los países bálticos estaban contemplando la posibilidad de unirse entre sí. El 21 de noviembre, una manifestación estudiantil contra la «bolchevización» fue dispersada violentamente por la policía. Alrededor de 600 estudiantes se habían reunido cerca de un sindicato comunista, y la policía, por temor a enfrentamientos entre los dos grupos, intervino deteniendo la manifestación. Siete agentes resultaron heridos y trece estudiantes fueron arrestados. En respuesta al incidente, y en un intento de derrocar al gobierno legalmente, los Demócratas Cristianos propusieron una moción de censura, pero fue rechazada.
Otra protesta surgió cuando el gobierno, buscando el apoyo de las minorías étnicas, permitió la apertura de más de 80 escuelas polacas en el país. Al mismo tiempo, el gobierno polaco cerraba escuelas lituanas en la disputada región de Vilna. El gobierno de coalición se enfrentó directamente a los Demócratas Cristianos al proponer en los presupuestos de 1927 reducir los sueldos del clero y los subsidios a las escuelas católicas. Otras controversias se crearon cuando el programa de reforma militar del gobierno se reveló como una imprudente reducción de personal. Unos 200 oficiales conservadores fueron despedidos y los militares empezaron a planear el golpe.

## Preparativos

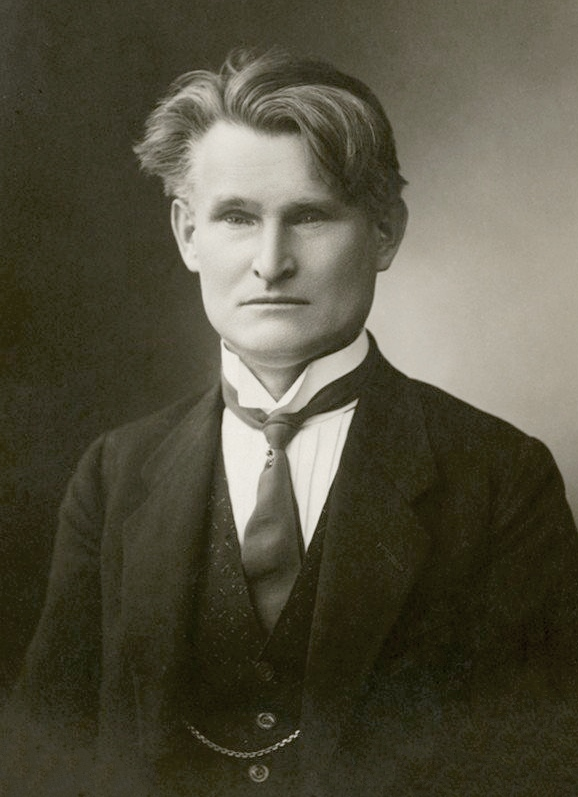
Grinius, derrocado en su 60.º cumpleaños.

Existe un considerable debate académico sobre la participación de Antanas Smetona en la planificación del golpe de Estado. En 1931, Agustinas Voldemaras, que había sido expulsado del gobierno y obligado a exiliarse, escribió que Smetona había estado planeando el golpe desde 1925. El historiador Zenonas Butkus, en cambio, afirma que la idea de un golpe de Estado se había planteado ya en 1923. Sin embargo, esa afirmación es discutible, ya que los militares no tomaron ninguna medida hasta otoño de 1926. El secretario personal de Smetona, Aleksandras Merkelis, sostuvo que su jefe conocía el golpe de Estado, pero que ni lo inspiró ni lo organizó. Antes del golpe, Smetona había sido el editor de Lietuvis, y el cambio de orientación que tuvo lugar a finales de noviembre ha sido citado a menudo como prueba de que no se le informó sobre el golpe de Estado hasta entonces. Antes de la tirada del 25 de noviembre, el periódico era crítico con el gobierno y con los Demócratas Cristianos. Ese día, sin embargo, publicó varios artículos sobre la protesta estudiantil del 21 de noviembre y un editorial titulado La amenaza del bolchevismo a Lituania. El último artículo argumenta que los comunistas son una seria amenaza y que el actual gobierno es incapaz de tratarla. Tras esa fecha, el periódico dejó de criticar a los democristianos.
El 20 de septiembre de 1926, cinco oficiales, encabezados por el capitán Antanas Mačiuika, organizaron un comité. Los generales Vladas Nagevičius y Jonas Bulota estaban entre sus miembros. Un mes después, se formó otro grupo, el llamado Cuartel General Revolucionario –en lituano revoliucinis generalinis štabas–. Los dos grupos coordinaron estrechamente sus esfuerzos. El 12 de diciembre, los militares ya habían planeado detalladas acciones, investigado las áreas donde tendrían lugar e informado a los dirigentes de los partidos Unión Nacional y Demócratas Cristianos. Los rumores de esos planes llegaron a los socialdemócratas, pero no tomaron ninguna medida. Justo antes del golpe, se difundió desinformación sobre movimientos del Ejército de Polonia en la región de Vilna; la finalidad de esto era hacer avanzar hacia Vilna a las tropas de Kaunas, que seguramente se hubieran opuesto al golpe de Estado.

## El golpe

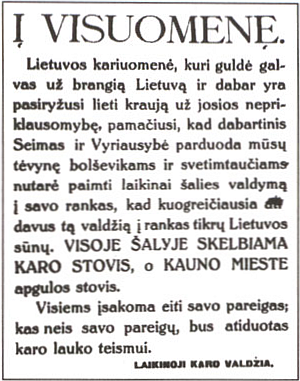
Un panfleto distribuido en Kaunas tras el golpe de Estado, declarando la ley marcial y ordenando a la población continuar con sus tareas diarias. Fue firmado por el Gobierno Temporal de Guerra.

La noche del 16 de diciembre, el cónsul soviético informó a Sleževičius sobre un posible golpe de Estado la siguiente noche, pero Sleževičius no le prestó mucha atención. El golpe comenzó la noche del 17 de diciembre de 1926, el mismo día que el presidente Kazys Grinius celebraba su 60.º aniversario en Kaunas, al que acudieron numerosos funcionarios del Estado. Aún no habían sido aprobadas las reducciones de gastos militares y eclesiásticos. Durante la noche, las fuerzas militares ocuparon las oficinas centrales del ejército y el gobierno, arrestando a los funcionarios. El coronel Kazys Škirpa, que había iniciado el programa de reforma militar, trató de congregar a las tropas contra los golpistas, pero pronto fue reducido y detenido. El Seimas fue disuelto y el presidente Grinius fue puesto bajo arresto domiciliario. El coronel Povilas Plechavičius fue liberado de prisión –estaba cumpliendo una condena de 20 días por una pelea a puñetazos con otro oficial– y declarado dictador de Lituania. Más tarde en ese día, Plechavičius pidió a Smetona que se convirtiese en el nuevo presidente y normalizase la situación. Los militares se esforzaron por crear la impresión de que el golpe había sido iniciativa solamente suya, que Smetona no había participado en absoluto y que se había unido sólo en respuesta de una invitación para actuar como «salvador de la nación». El primer ministro Sleževičius renunció, y el presidente Grinius designó a Agustinas Voldemaras como nuevo primer ministro.
Smetona y Voldemaras, en representación de la Unión Nacional Lituana, invitaron a los Demócratas Cristianos a unirse a ellos en la formación de un nuevo gobierno que debía restablecer en cierto grado la legitimidad constitucional. El partido aceptó de mala gana; estaban preocupados por su prestigio. Mirando hacia un futuro próximo, los democristianos pensaron que podrían ganar fácilmente las próximas elecciones al Seimas, recuperar el poder por medios constitucionales y evitar la asociación directa con el golpe. En consonancia con esta estrategia, permitieron a los miembros de la Unión Nacional asumir los puestos más destacados.
Inicialmente, el presidente Grinius se negó a renunciar, pero finalmente fue convencido de que la invasión polaca era inminente y que Smetona había jurado defender la Constitución. El 19 de diciembre, 42 delegados del Seimas se reunieron –sin los socialdemócratas ni la Unión Popular Campesina– y eligieron a Aleksandras Stulginskis como nuevo presidente del Seimas. Stulginskis fue el jefe oficial del Estado unas horas antes de que Smetona fuera elegido presidente –38 diputados votaron a favor, 2 en contra y 2 se abstuvieron–. El Seimas también aprobó un voto de confianza para el nuevo gabinete formado por Voldemaras, olvidando las formalidades constitucionales. La Unión Nacional facilitó otros papeles principales: Antanas Merkys asumió el cargo de ministro de Defensa e Ignas Musteikis el de ministro del Interior.

## Consecuencias
La razón oficial que dieron los militares por sus acciones fue la de prevenir un inminente golpe de Estado bolchevique, supuestamente previsto para el 20 de noviembre. Se declaró la ley marcial y alrededor de 350 comunistas fueron detenidos y cuatro de sus líderes –Karolis Požėla, Juozas Greifenbergeris, Kazys Giedrys y Rapolas Čarnas– fueron ejecutados el 29 de diciembre. Este fue un duro golpe para el Partido Comunista, que permaneció inactivo un tiempo. No se han encontrado pruebas concretas de que los comunistas planearan realmente un golpe. El resto de partidos y organizaciones no fueron tratados brutalmente y, según los militares, no se produjeron víctimas asociadas con el golpe, aparte de las cuatro ejecuciones. Otras fuentes, sin embargo, citan el caso del capitán Vincas Jonuška, quien supuestamente fue tiroteado por los guardias del Palacio Presidencial y murió un día después en un hospital. El reconocimiento internacional del nuevo gobierno se mostró fácil de conseguir. Las potencias occidentales no estaban contentas con el Tercer Seimas desde que este ratificó el pacto de no agresión con la Unión Soviética en septiembre, y buscaban un gobierno que cambiase las prioridades en política exterior de Lituania. Por consiguiente no sorprende que el británico The Daily Telegraph, el francés Le Matin y el estadounidense The New York Times escribieran que el golpe era esperado para restringir el paso a las relaciones amistosas con los soviéticos y normalizar las relaciones con Polonia; no se hizo hincapié en la naturaleza antidemocrática y anticonstitucional de este. La prensa occidental informó de la noticia con calma, o apreciando como positivo el desarrollo de la lucha lituana contra el bolchevismo. La opinión diplomática internacional sostuvo que era necesario un líder autoritario y fuerte que diera estabilidad interna, e incluso que los primeros años de la República lituana no habían sido verdaderamente democráticos, ya que muchas de las libertades esenciales se redujeron con la ley marcial.
Los Demócratas Cristianos, creyendo que el golpe era sólo una medida temporal, exigieron que se celebrasen elecciones al Seimas, pero Smetona se negó. Predijo que su partido no sería popular y que no iba a ser reelegido presidente. Mientras tanto, los nacionalistas discutían los cambios constitucionales que aumentarían los poderes del ejecutivo y limitarían los del Seimas. En abril, un grupo de populistas trató de organizar un golpe de Estado «para defender la Constitución», pero los planes fueron descubiertos y los rebeldes detenidos. Entre los detenidos se encontraba un miembro del Seimas, Juozas Pajaujis. El 12 de abril de 1927, el Seimas protestó por estas detenciones mediante la entrega de una moción de censura contra el gobierno de Voldemaras. Smetona, usando su derecho constitucional a hacerlo, disolvió el Seimas. La Constitución fue violada, sin embargo, cuando no se celebraron nuevas elecciones en los dos meses siguientes. En abril, los periódicos de los Demócratas Cristianos, que habían hecho el llamamiento a nuevas elecciones, fueron censurados. El 2 de mayo, los democristianos se retiraron del gobierno, pensando que los nacionalistas no serían capaces de sostenerlo por sí solos. Como resultado de ello, la Unión Nacional tomó la delantera en su disputa con un rival mucho más grande e influyente y asumió el control absoluto del Estado.
El golpe de 1926 fue un importante acontecimiento en la Lituania de entreguerras; la dictadura se prolongaría por 14 años. En 1935, el gobierno de Smetona prohibió las actividades de todos los demás partidos políticos. El golpe de Estado sigue siendo una cuestión difícil para los lituanos, ya que la Unión Soviética describió su posterior ocupación de Lituania como una liberación del fascismo. La Enciclopedia Británica, por su parte, describe el régimen como autoritario y nacionalista en lugar de fascista. Los apologistas del golpe lo presentaron como un correctivo a una forma extrema del parlamentarismo, justificable a la luz de la inmadurez política de Lituania.